# Международно бюро за мир
Международното бюро за мир (на френски: Bureau international de la paix; на английски: International Peace Bureau), съкратено МБМ е най-старата международна организация, посветена на мирното решаване на конфликти. Удостоена е с Нобелова награда за мир за 1910 г.
Създадена е като Постоянно международно бюро за мир (Bureau international permanent de la paix, Permanent International Peace Bureau), използва съкратеното наименование Международно бюро за мир от 1912 година.

## История
От Наполеоновите войни насам почти всяка година се провежда световен мирен конгрес, където се събират представители на мирните общества, главно от Европа и Северна Америка. На конгреса през 1891 г. в Рим се взима решението за установяване на централен офис, който да организира срещите и да координира действията им. Така, с помощта на Фредрик Байер, се създава Международното бюро за мир, а той става неговия първи президент. Основните задачи на Бюрото са да „улеснява връзката между групите и индивидите, работещи за мир и да помага за споделянето на идеи, ресурси и информация; за организира конференции и семинари и да провежда изследвания“.
МБМ не успява да предотврати избухването на Първата световна война. През военния период организацията не функционира, с изключение на събирането на жените през 1915 г., довело до създаването на Международната женска лига за мир и свобода. Много активисти взимат участие във войните – на бойното поле или на пунктовете за спешна медицинска помощ.
Организацията възстановява работата си след войната. Има голям принос в създаването на Обществото на народите. Заради желанието на членовете на Бюрото да работят заедно, седалището на МБМ през 1924 г. се премества в Женева.
През Втората световна война МБМ спира своята дейност и нейните авоари се управляват от швейцарските власти до 1950 г., когато е създаден официалният наследник Международен комитет за връзка на организациите за мир (Comité de liaison international des organisations de paix, International Liaison Committee of Organisations for Peace). През 1964 г. организацията е възстановена с предишното наименование, а Комитетът става частна фондация.
Бюрото се състои от 300 организации от 70 страни, плюс индивидуалните членове. Седалището му се премества в Берлин от 2017 г.

## Структура

### Събрание на МБМ
Събранието (асамблея) на МБМ е върховният законодателен орган. Служи също и като форум, където се разменят идеи, информация и ресурси. Състои се от членове на Съвета, както и от други членове и наблюдатели на организацията. Заседава най-малко веднъж на 3 години. Основната му функция е определянето на насоката на политиката на организацията, както и избирането на служители по предложението на специален комитет:
- президент – координира действията на всички органи, като има право да гласува на всички събрания, също така представлява МБМ пред света;
- до 6 вицепрезиденти – замества председателя, когато е необходимо и насърчава работата и доброто име на МБМ в своята област. Всеки заместник-председател отговаря за различна област;
- касиер – отговаря за управлението на средствата и на финансовите отчети;
- регионални представители;
- до 9 пряко избирани членове на Управителния комитет;
- членовете на специалния комитет

Всички имат мандат от 3 години, като след 2 последователни мандата трябва да се оттеглят поне за 3 години преди отново да могат да кандидатстват. Доколкото е възможно, решенията се взимат с консенсус. В гласуването участват всички членове, които са си платили вноската за следващата година.

### Съвет на МБМ
Неговата задача е да изпълнява политиките, приети от Асамблеята, както и да насочва работата на служителите и Управителният комитет. Служи като форум за размяна на идеи, информация и ресурси между членовете на Съвета, служителите и Секретариата. Неговите срещи се провеждат по веднъж всяка година. Състои се от председателя, заместник – председателите, касиера и по 2 регионални представители от всяка географска област, които назначават свои заместници.
Дейността на Съвета се изразява в:
- преглед на работата от изминалата година;
- преглед и одобрение на баланса от изтеклата финансова година;
- определяне на приоритетите на МБМ и начертава плана на действие за идващата година, на базата на препоръки на Управителния комитет;
- одобряване на бюджета за следващата година и определя годишните членски вноски;
- назначение на одитори;
- определяне на консултанти на МБМ, което е почетна титла, която се дава на индивиди, за които са се отдали служба на мира. Тази титла се дава за период от 3 години, но може да бъде подновявана с одобрението на Асамблеята;
- решаване на всички въпроси, повдигнати от Управителния комитет;
- решаване на неотложни въпроси, които могат да бъдат добавени към дневния ред със съгласието на Съвета;
- съобщаване на решенията на членовете при първа възможност.

### Управителен съвет
Отговаря за практическото управление на организацията между срещите на Съвета. Основната му задача е да контролира и наблюдава работата на служителите. Състои се от председателя, заместник-председателите, касиера и от 3 до 9 други членове. Може да назначава собствен председател, както и да кани гостуващи експерти на събранията. Заседанията се провеждат 3 пъти годишно, като може да се проведат и чрез телевизионна връзка. Но задължително трябва поне веднъж годишно да се срещат на живо.
Задачи:
- назначава служители и следи за тяхното благополучие, дисциплина и договорни ангажименти;
- назначава и разпуска работни групи;
- ръководи финансите на Секретариата;
- подпомага Секретариата в изпълнението на решенията на Асамблеята и Съвета и гарантира, че предложенията ще бъдат адекватно обсъждани в Съвета;
- избира 3 представители на фондацията ILCOP, в съответствие с избирателните правила на формацията;
- докладва редовно пред Съвета;
- взима необходими допълнителни решения.

Изборът на членовете на органите на МБМ се ръководи от принципа на полова равнопоставеност, което означава че всеки регион избира по един мъж и една жена за свои делегати и за техни заместници. Този принцип са прилага на всички нива на организацията.

## Членство
Членството в МБМ е отворено за международни, национални и местни организации, служещи на делото на мира и сътрудничеството, а също така и за международни съвети за мир или други федерации, координиращи движението на миролюбивите сили в своите страни. Членове на МБМ без право на решаващ глас могат да станат организации или отделни лица, споделящи неговите цели. 
Всяка организация или индивид, които споделят идеите на МБМ имат право да подадат молба за членство в Секратариата. Приемането става след одобрение с две трети мнозинство от Съвета.
Бюрото има 4 вида членство:
1. пълноправно членство:
  - национални/международни мирни организаци;
  - регионални/локални мирни организации;
2. асоциирано членство:
  - асоциирани организации, на които мирът е само една от целите им и искат да помогнат на работата на МБМ;
  - индивидуални членове.

Членството се прекратява с мнозинство от две трети от гласовете на Съвета. Има 3 причини за прекратяване:
- идеологията на организацията/индивида не съвпадат вече с тази на МБМ;
- организацията спира да съществува;
- членът не е платил членската си вноска или се е отказал от правото си на глас за 3 поредни години.

## Постижения и цели
Най-важното мероприятие на МБМ е конференцията по разоръжаване, проведена в Брадфордския университет (Англия) през 1974 г. с участието на неправителствени организации. Конференцията приема така наречените Брадфорски предложения, публикувани под названието „Призив за световна конференция по разоражаването“. Получилият широка известност  манифест довежда наред с дуги инициативи до свикването на Първата специална сесия на Генералната асамблея на ООН по разоръжаването през 1978 г. В предложенията влизат: всеобщо и пълно разоръжаване  като главна цел на ООН, определяне на интересите, спъващи разоръжаването, и начините за преодоляване на тяхното влияние, забрана на ядреното оръжие, контрол над търговията и движението на оръжието и военното снаряжение, ефективен механизъм за решаване на споровете в международен съд, внасяне на коректив в образователния процес за мобилизиране на общественото мнение срещу войната.
Резултат от друга конференция става проектоконвенцията „За правото на отказ от военна служба“, която е предоставена на Генералния секретар на ООН  и се обсъжда в комисията по правата на човека. Брошурата „Правото на отказ да убиваш“ се появява през 1971 г. и получава широко разпространение.
Въпросът за правата на човека – необходимо условие за мира – се обсъжда нееднократно на конференциите, провеждани от МБМ и по-специално на Световния конгрес на миролюбивите сили, състоял се в Москва през 1973 г. Като не изпуска от погледа си проблема за разоръжаването, МБМ счита, че общественото мнение може да убеди правителствата да направят тази крачка.    
Преговорите за разоръжаване продължават да са грижа на МБМ. Бюрото съдейства за разпространяването на съвместното заявление за съгласуваните принципи за разоръжаване, подписано от САЩ и СССР през 1961 г. Документът постановява, че преговорите трябва да се водят за всеобщо и пълно разоръжаване, а не за контрол или намаляване на въоръженията. Бюрото подкрепя срещите на ръководителите на двете страни и се изказва за ратифициране на договора, който поставя извън закона използването на ядрено оръжие, смятайки го за престъпление срещу човечеството, наказуемо от международното право.